# LEGO Scacchi
LEGO Scacchi è un videogioco di simulazione di scacchi per computer che utilizza per i pezzi minifigure LEGO.

## Modalità di gioco

### Modalità Storia
Nella modalità Storia, il giocatore può scegliere tra un tema western o dei pirati. Dopo aver selezionato il tema, cominciano tre tornei di partite a scacchi contro l'intelligenza artificiale. Nel primo gioco l'IA è al 25% di difficoltà, nel secondo gioco l'IA è al 50% difficoltà e nella terza ed ultima partita l'IA è al 75% difficoltà. Prima di ogni partita si vede una scena animata, la quale mostra che i protagonisti hanno un compito da completare. Nel tema western, uno sceriffo sta cercando di catturare tre rapinatori di banche, mentre nel tema dei pirati un soldato sta cercando di battere alcuni pirati per un tesoro. Dopo che ogni partita è terminata, si vede un'altra cutscene con i protagonisti che hanno avuto successo o hanno fallito nell'operazione, a seconda dell'esito della partita. (Utilizzando lo stesso esempio, se lo sceriffo cattura un bandito, tutti gli altri banditi si danno alla fuga.) Dopo aver completato la storia, il giocatore viene premiato con un certificato stampabile.

### Modalità Tutorial
La modalità tutorial insegna a giocare a scacchi, da come i vari pezzi si muovono sulla scacchiera fino a tecniche di gioco avanzate. Il giocatore ascolta gli insegnamenti da "The King Chess", un omino Lego Re, che parla come Elvis, il quale presumibilmente comanda l'esercito bianco, e modernizza un po' le spiegazioni dei pezzi. Ad esempio, egli dice che la ragione per cui i cavalieri possono saltare gli altri pezzi è perché cavalcano biciclette BMX a motore. Il re sul suo trono era anche un set Lego confezionato con la prima versione del gioco.

### Versus Mode
In questa modalità, il giocatore può scegliere la difficoltà del gioco quando si gioca contro l'IA. Qui può anche essere scelto il multi-giocatore, oppure si può guardare il computer giocare contro se stesso. Inoltre, un terzo set di scacchi tradizionale (anche se ancora costruito da mattoncini Lego) può essere scelto, e tutti i tre set possono essere miscelati (pirati giocano contro western, per esempio), tuttavia, le animazioni cutscene quando si gioca con i set misti sono disabilitate. I giocatori possono anche rimuovere o aggiungere pezzi da gioco prima o durante il gioco.

## Regole del gioco
Le regole del gioco possono essere modificate per soddisfare molte variazioni popolari, se le regole più comuni di scacchi sono impostate di default. Durante una partita, cliccando su un pezzo mostrerà i posti disponibili per spostarsi, e se un pezzo viene catturato, parte un breve video comico che mostra il personaggio catturato che viene preso, ad ogni cattura corrisponde uno specifico mini filmato (e raramente queste clip hanno qualcosa di correlato agli scacchi). I pedoni, i cavalieri, le torri, i re, le regine e gli alfieri hanno tutte le clip separate per la cattura di altri pedoni, cavalieri, torri, re, regina e alfieri. Ci sono 140 clip totali: 60 a tema western (2 set di 30, a seconda della squadra di cattura), 60 a tema pirati (2 set di 30, a seconda della squadra di cattura), una speciale quando si completa la modalità tutorial, 3 a tema western modalità storia; 3 western vincenti; 3 western perdenti, 3 a tema pirata; 3 pirata vincenti, 3 pirata perdenti, e un cartone per l'introduzione.